# 米尔内 (萨马拉州)
米尔内（羅馬化：Mirnyy）是俄罗斯萨马拉州的市级镇，属红亚尔区管辖。地处萨马拉州中部，位于区行政中心红亚尔村西偏北侧、州府萨马拉北偏东方。镇以东约7公里处有伏尔加河流域索克河及其支流孔杜尔恰河流经。
建于1956年，与当地石油开采有关。该地2022年人口有7,129人；2010年人口7,343；2002年人口7,451；1989年人口7,214。